# Cymbalophora haroldi
Cymbalophora haroldi là một loài bướm đêm thuộc phân họ Arctiinae, họ Erebidae.